# Briver Becken
Das Briver Becken ist ein tektonisch verursachtes Becken am Westrand des französischen Zentralmassivs in der Region Nouvelle-Aquitaine. Es entstand bereits am Ende des Oberkarbons, entfaltete sich hauptsächlich im Perm und überdauerte in die Trias. Heute stellt es ein Tiefland dar. Das Briver Becken ist sehr eng mit dem Aquitanischen Becken verbunden, dessen östliches Ende es bildet.

## Geographie

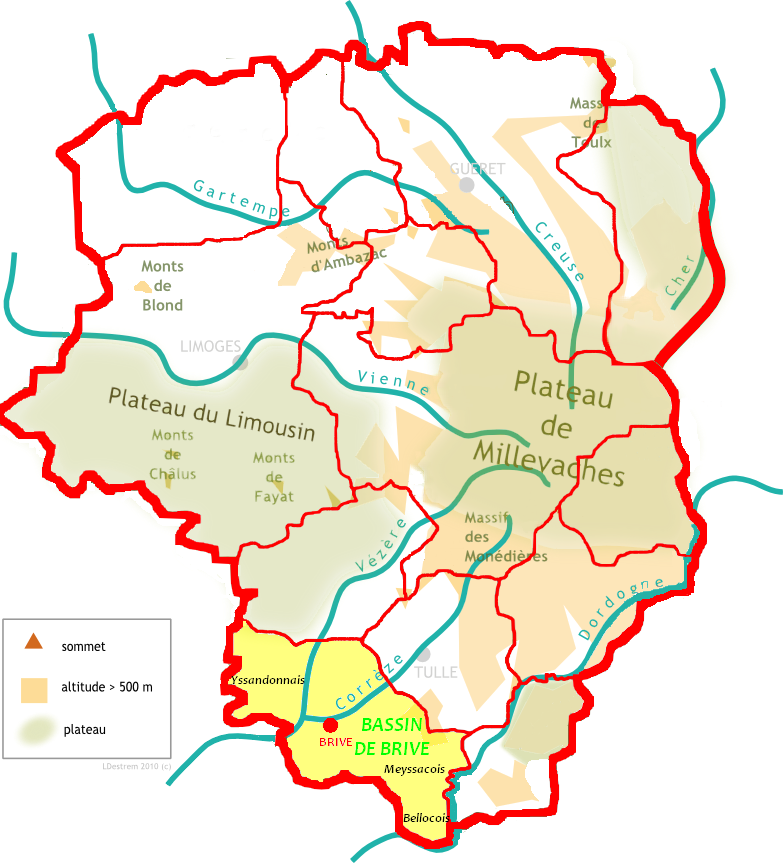
Lagekarte des Briver Beckens (in Gelb) im Vergleich zum restlichen Limousin

Das 600 Quadratkilometer große Briver Becken, Französisch Bassin de Brive (Becken von Brive), hat als seinen Schwerpunkt die namensgebende Stadt Brive-la-Gaillarde, Unterpräfektur und größte Stadt des Département Corrèze. Nach Norden reicht es bis Allassac und Donzenac, im Westen bis nach Terrasson-Lavilledieu, nach Süden bis Noailles und nach Osten bis kurz vor Aubazines.
Das Briver Becken wird von folgenden Naturräumen umgeben:
- dem Pays d’Uzerche im Norden
- dem Pays de Tulle und der Xaintrie im Osten
- der Limargue, den Causses du Quercy und dem Périgord noir im Süden
- dem Périgord central im Westen.

Insgesamt 24 Gemeinden teilen sich das Gebiet des Briver Beckens, darunter 15 Gemeinden aus dem Gemeindeverband Communauté d’agglomération de Brive, 6 Gemeinden aus dem Gemeindeverband  Communauté de communes Vézère - Causse und 3 Gemeinden aus dem Gemeindeverband Communauté de communes des Portes du Causse.
Topographisch nimmt das Briver Becken im Vergleich zum restlichen Limousin sehr niedrige Höhenlagen ein, welche nur selten 350 Meter übersteigen. Die tiefsten Stellen befinden sich noch unterhalb von 90 Höhenmetern. Die Innenstadt von Brive liegt beispielsweise auf 110 Meter und Cublac auf 100 Meter über dem Meer.

## Hydrographie
Das Briver Becken wird von der Vézère und ihrem linken Nebenfluss, der Corrèze, entwässert. Am äußersten Südrand des Beckens wird gerade noch die Dordogne berührt. Die generelle Abflussrichtung ist nach Südwest.

## Geologie

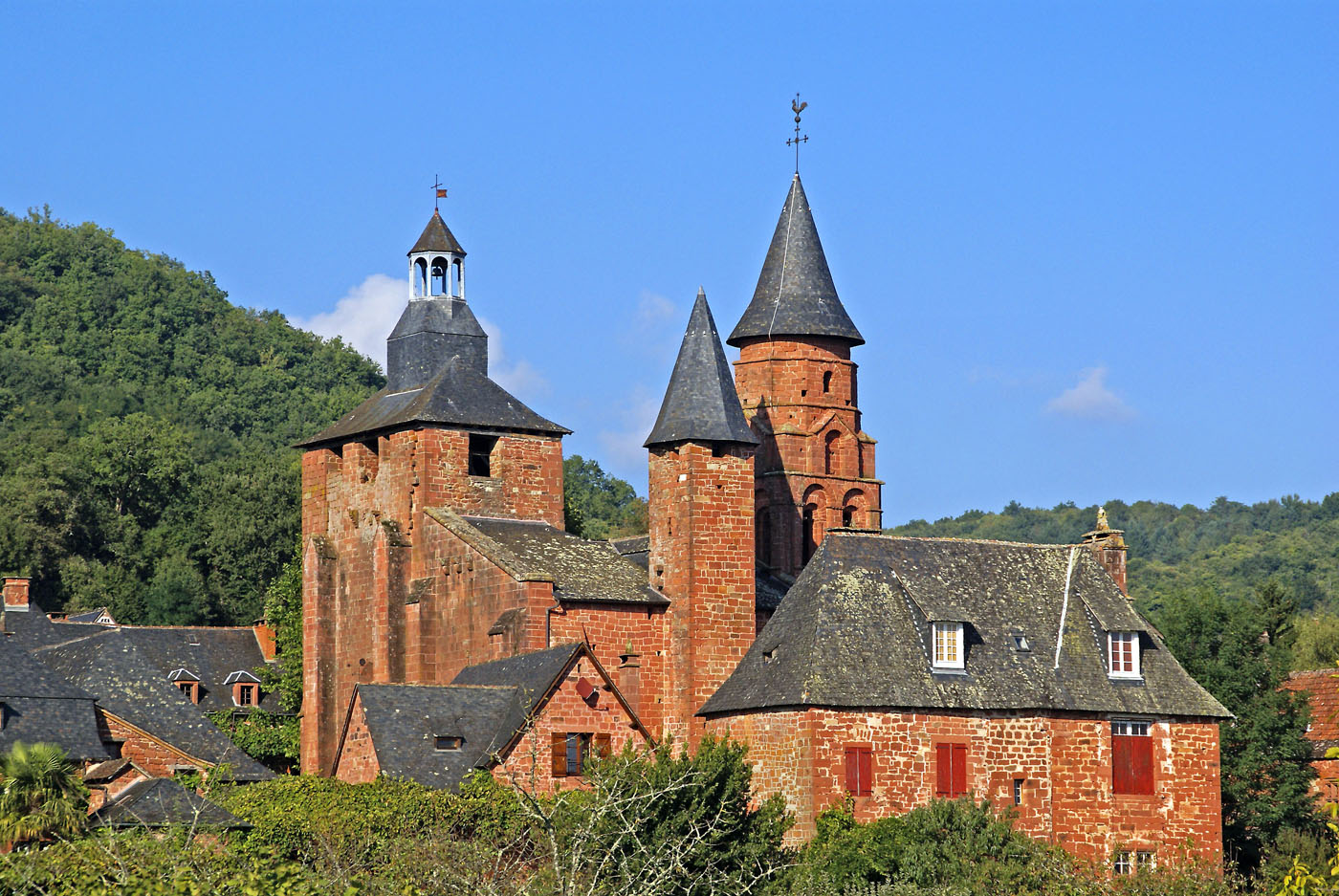
Das Schloss von Collonges-la-Rouge, erbaut aus roten triassischen Sandsteinen des Briver Beckens.

Geologisch wird das Briver Becken vom variszischen Grundgebirge im Nordosten durch mehrere bedeutende Südost-streichende Störungen abgetrennt. Der Übergang kann aber auch ohne erkennbare Versätze erfolgen. Die Ostsüdost-streichende und rechts verschiebende Meyssac-Störung und deren westliche, etwas versetzte  Verlängerung, die Condat-Störung, bilden sodann die Südgrenze des Briver Beckens. Südlich der Störung stehen bereits die Sedimente des Aquitanischen Beckens an. Im Norden liegen die Briver Beckensedimente der Thiviers-Payzac-Einheit und der Génis-Einheit  auf, welche unter das Becken abtauchen. An der Südwestecke des Briver Beckens erscheint im Horst von Châtres als Begrenzung erneut das Grundgebirge. Der Übergang zu den aquitanischen Beckensedimenten nördlich dieses Grundgebirgsblocks erfolgt graduell.
Im späten Oberkarbon kam es nach abgeschlossener Heraushebung des Massif Central zur Dehnung des neuentstandenen Variszischen Orogens, in dessen Folge das Briver Becken sich an Störungen absenkte. Die anfängliche, aus dem Massif stammende Sedimentation war im Oberkarbon vorwiegend grobklastisch, es bildeten sich die Grès de Donzenac – Konglomerate und graue bis schwarze Sandsteine, in die relativ seltene Kohlelagen zwischengeschaltet waren (zu sehen bei Saint-Antoine-Les-Plantades in der Nähe von Brive). Letztere wurden dann auch bei Cublac und Le Lardin-Saint-Lazare abgebaut.
Im Perm wechselte die Sedimentation zu kontinentalen bimodalen Rotsedimenten mit gelegentlichen grauen Zwischenlagen. Abgelagert wurden einerseits grobe, schräggeschichtete Sandsteine mit nur wenig abgerundeten Quarzfragmenten, andererseits feinkörnige Tonsteine und Pelite. Ablagerungsmilieu waren aus dem Innern des Zentralmassivs herausziehende und sich teils überlappende alluviale Fächer. Die Mächtigkeit der unter subtropischen Bedingungen (Savannenklima) abgelagerten permischen Schichten wird mit 600 bis 800 Meter angegeben. Die Sedimente sind bis auf Salamanderspuren als Ichnofossilien und Pflanzenhäcksel wie Walchia generell recht fossilarm. Eine Ausnahme in der rein klastischen Sedimentation bildet der Calcaire de Saint-Antoine, der aus Kalken und bituminösen Tonschiefern besteht. Er folgt auf die Grès de Donzenac an der Basis des Perm und wird seinerseits von den Grès de Lanteuil überlagert. Den Abschluss der permischen Sedimentation bilden sodann die Grès de Noailhac.
In der mit einer Winkeldiskordanz einsetzenden, 50 bis 80 Meter mächtigen Trias (zu beobachten bei Cosnac) schritt die Abtragung des Hinterlandes weiter fort. Es bildeten sich jetzt weiße und buntgefärbte kontinentale Sandsteine der Formationen Grès inférieurs de Brive und Grès supérieurs de Brive. Gegen Ende der Trias war das Zentralmassiv dann nahezu vollständig eingeebnet.
Bedingt durch die Transgression des Atlantiks im untersten Lias glich sich die Sedimentation im Briver Raum allmählich an das restliche Aquitanische Becken an bzw. wurde Teil desselben. So zeigt das 50 bis 80 Meter mächtige Hettangium mit dolomitischen Kalken schon lagunäre Sedimente und das folgende, 40 bis 50 Meter mächtige Sinemurium besitzt dann mit Muschel- und Austernkalken bereits voll marinen Charakter. Abgesetzt wurden jedoch vorwiegend Mergel. Im Aalenium dürfte dann das gesamte Zentralmassiv bereits vom Meer bedeckt gewesen sein.
In der Unterkreide tauchte das Briver Becken erstmals wieder auf.